# Koernickanthe
Koernickanthe es un género monotípico de plantas herbáceas perteneciente a la familia Marantaceae. Su única especie: Koernickanthe orbiculata (Körn.) L.Andersson, Nordic J. Bot. 1: 241 (1981), es originaria de Surinam, Brasil y Bolivia.

## Sinonimia
- Ischnosiphon orbiculatus Körn., Bull. Soc. Imp. Naturalistes Moscou 35(1): 95 (1862).
- Hymenocharis orbiculata (Körn.) Kuntze, Revis. Gen. Pl. 2: 691 (1891).
- Maranta orbiculata (Körn.) K.Schum. in H.G.A.Engler (ed.), Pflanzenr., IV, 48: 133 (1902).[1]